# Tống Cung công
Tống Cung công hay Tống Cộng công (chữ Hán: 宋共公, ?-576 TCN, trị vì 588 TCN-576 TCN), tên thật là Tử Hà (子瑕), là vị vua thứ 25 của nước Tống - chư hầu nhà Chu trong lịch sử Trung Quốc.
Tử Hà là con trai của Tống Văn công, vua thứ 24 của nước Tống. Năm 588 TCN, Tống Văn công qua đời, Tử Hà lên nối ngôi, tức là Tống Cung công.
Năm 589 TCN, tướng Tống là Hoa Nguyên hội với tướng Sở Tử Trọng, tướng Tấn là Loan Thư lập giao ước cho Tấn và Sở kết minh.
Năm 588 TCN, nước Tấn hội quân chư hầu Trịnh, Vệ, Tào hợp quân đánh Tống vì đã bỏ theo Sở. Tống Cung công lại thần phục nước Tấn, cùng ăn thề năm 586 TCN.
Tháng 5 năm 583 TCN, Tống Cung công theo triệu tập của Tấn Cảnh công cùng chư hầu đánh Trịnh vì Trịnh bỏ theo Sở. Nước Trịnh phải chịu quy phục nước Tấn.
Năm 578 TCN, do nước Tần bội ước, Tấn Lệ công cử binh đánh Tần. Tống Cung công hợp cùng quân Tấn, Tề, Lỗ, Vệ, Tào, Trịnh, Chu, Đằng mang quân giúp Tấn đánh bại quân Tần ở đất Mã Toại, bắt được tướng Tần là Thành Sai và Bất Canh Nhữ Phủ.
Tống Cung công lấy con gái Lỗ Tuyên công là Bá Cơ, do Quý tôn Hàng Phủ đưa đến Tống. Sau khi ông mất nước Tống xảy ra hỏa hoạn, Bá Cơ không bỏ chạy và nói: Ban đêm nếu không có người bảo mẫu thì không ra ngoài.
Rồi chịu chết cháy.
Tháng 6 năm 576 TCN, Tống Cung công qua đời. Ông ở ngôi tất cả 14 năm. Tư mã nước Tống là Đường Sơn giết chết thế tử Phì. Hữu sư Hoa Nguyên chạy sang nước Tấn, sau về nước tiêu diệt Đường Sơn và diệt tộc họ Đường.
Hoa Nguyên lập con thứ của Tống Cung công là Tử Thành lên làm vua, tức Tống Bình công.